# Lea Ann Parsley
Lea Ann Parsley (Logan, Virgínia Ocidental, 12 de junho de 1968) é uma piloto de skeleton norte-americana. Ela conquistou uma medalha de prata olímpica em 2002.